# Żyły mięśniowo-przeponowe
Żyły mięśniowo-przeponowe (łac. venae musculophrenicae) – w anatomii człowieka naczynia żylne odprowadzające krew z przednio-dolnej części przepony. W okolicy mostka, do tyłu od chrząstek żebrowych, łączą się z żyłami nabrzusznymi górnymi, tworząc żyły piersiowe wewnętrzne. Do żył mięśniowo-przeponowych wpada część żył międzyżebrowych przednich, które poza tym uchodzą bezpośrednio do żył piersiowych wewnętrznych.